# Brian Laudrup
Brian Laudrup (ur. 22 lutego 1969 w Wiedniu) – duński piłkarz, który występował na pozycji napastnika. Brat Michaela, w marcu 2004 roku znalazł się na liście 125 najlepszych piłkarzy stulecia FIFA ogłoszonej przez Pelégo.
Brian Laudrup urodził się w rodzinie o piłkarskich tradycjach. Jego ojciec i brat również byli piłkarzami. Karierę piłkarską rozpoczął w Brøndby IF wkrótce przenosząc się do niemieckiego Uerdingen. Już po jednym sezonie w tym klubie kupił go Bayern Monachium. Jego udane występy w zespole „Bawarczyków” poskutkowały transferem do zespołu Serie A, Fiorentiny. We Włoszech reprezentował również barwy Milanu, jednak w żadnym z tych klubów mu się nie wiodło. W lipcu 1994 opuścił Włochy i został zawodnikiem Rangers F.C., któremu pomógł w skompletowaniu dziewięciu z rzędu mistrzostw Szkocji (podczas pobytu Laudrupa w drużynie The Gers wygrywali ligę trzykrotnie). W 1998 Brian przeniósł się do Chelsea F.C., lecz nie rozegrał w barwach The Blues zbyt wielu spotkań i po kilku miesiącach odszedł do FC København. Rodzinne problemy spowodowały, że w 1999 odszedł do Ajaksu Amsterdam, w którym po jednym spędzonym sezonie zakończył profesjonalną karierę z powodu kontuzji. Dziś grywa wspólnie z równie popularnym bratem Michaelem w oldbojach Lyngby BK.
Laudrup był kluczowym graczem reprezentacji Danii, w której rozegrał 82 spotkania i strzelił 21 bramek. Pomógł jej w zdobyciu Mistrzostwa Europy w 1992, grał także na Euro 1996 i w Mistrzostwach Świata 1998.
Obecnie wspólnie z Peterem Schmeichelem i Prebenem Elkjærem Larsenem komentuje mecze Ligi Mistrzów dla duńskiej stacji telewizyjnej TV3+.